# Allegro moderato (Bridge)
Allegro moderato is het eerste deel van een beoogde symfonie van Frank Bridge. De titel geeft direct het tempo aan.

## Geschiedenis
Bridge was meester in kamermuziek en muziek in allerlei genres. Bridge heeft echter nooit een stuk geschreven dat voldeed of de titel had van een symfonie of concerto. Al sinds de jaren 20 hoopte Bridge dat hij opdracht kreeg voor het schrijven van een symfonie, maar geld bleef uit, zelfs van geldschieter Elizabeth Sprague Coolidge. Na zijn hartinfarct van 1936 had hij echter de tijd aan zichzelf en begon hij weer na te denken over het componeren van een dergelijk werk. In het najaar van 1940 schreef hij aan kunstenares en vriend van de familie Marjorie Fass, dat hij met iets groots bezig was, het zou zijn belangrijkste werk moeten worden. Echter, Bridge kreeg van deze symfonie voor strijkinstrumenten slechts 379 maten op papier, één deel van een symfonie en dat ene deel was nog niet af. Op 23 januari 1941 schreef Fass in een brief naar Benjamin Britten "dat het zo spijtig was dat de vriendelijke "Franco" (Frank Bridge) in zijn slaap was overleden, net nu hij bezig was met een echt grootst werk. Misschien dat "Benji" (Britten) ooit eens …". Britten is er nooit aan begonnen. Pas in de jaren 70 voltooide musicoloog Anthony Pople het werk met een aanvullende 21 maten.

### Orkestratie
- violen, altviolen, celli, contrabassen

## Discografie
- Uitgave Chandos: BBC National Orchestra of Wales o.l.v. Richard Hickox, een opname van 2003
- Uitgave Lyrita: London Philharmonic Orchestra o.l.v. Nicholas Braithwaite, een studioopname van 2 tot en met 5 augustus 1978, toen het werk voor het eerst gespeeld werd